# Clarence Smith (político)
Clarence Smith (1849 - 10 de junho de 1941) foi um político liberal britânico que serviu como membro do Parlamento do Reino Unido por Kingston upon Hull East no 25º Parlamento entre 1892 e 1895.